# Merle de La Selle
Turdus swalesi
Espèce
Statut de conservation UICN

 VU  : Vulnérable
Le merle de La Selle (Turdus swalesi) est une espèce de passereaux de la famille des Turdidae.

## Nomenclature
Cet oiseau porte le nom du pic la Selle, point culminant d'Haïti.

## Description
Cet oiseau ne présente pas de dimorphisme sexuel. Il mesure environ 27 cm de longueur pour une masse de 88 à 106 g.

## Répartition
Cet oiseau est endémique d'Hispaniola.

## Reproduction
Cet oiseau se reproduit de mai à juillet.

## Sous-espèces
Selon la classification de référence du Congrès ornithologique international (14.2, 2025) cet oiseau se répartit en deux sous-espèces :
- T. s. dodae Graves, GR & Olson, 1986 — centre de la République dominicaine ;
- T. s. swalesi (Wetmore, 1927) — sud d'Haïti et sud-ouest de la République dominicaine.